# In the Skin
In The Skin je album Aljašské post-hardcore/metalcore hudební skupiny 36 Crazyfists. Toto je jedno ze tří LP alb, které tato skupiny nenahrála pod Roadrunner Records.

## Seznam skladeb
1. "Enemy Throttle" – 2:34
2. "In The Skin" – 4:24
3. "Victim" – 1:42
4. "Eracism" – 3:43
5. "Half Myself" – 3:53
6. "Sworn" – 3:55
7. "Who's Next" – 5:08
8. "Clone" – 3:13
9. "East 15th" – 1:20
10. "Deprivation" – 5:26
11. "Bonus Track" – 1:33

- Veškeré texty napsal Brock Lindow, hudbu 36 Crazyfists.